# Mūshqīn
Mūshqīn (persiska: موشقين) är en ort i Iran.   Den ligger i provinsen Qazvin, i den nordvästra delen av landet, 140 km nordväst om huvudstaden Teheran. Mūshqīn ligger 1 611 meter över havet och antalet invånare är 161.
Terrängen runt Mūshqīn är kuperad åt sydost, men åt nordväst är den bergig. Runt Mūshqīn är det ganska tätbefolkat, med 108 invånare per kvadratkilometer. Närmaste större samhälle är Rāzmīān, 11,2 km norr om Mūshqīn. Trakten runt Mūshqīn består i huvudsak av gräsmarker.